# 3 de 8 aixecat per sota

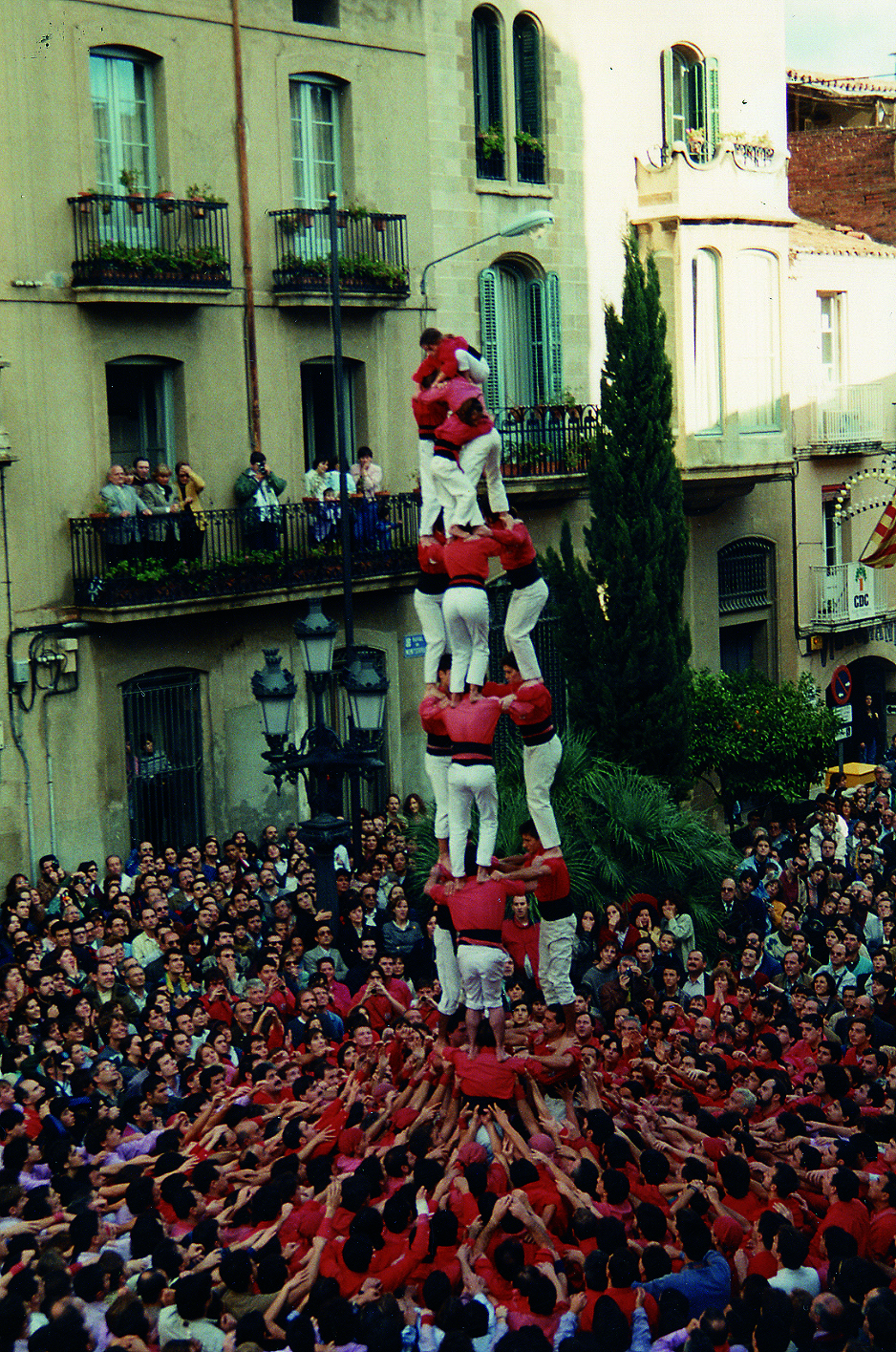
Intent dels Castellers de Barcelona el 26 de novembre de 1995 a Terrassa, el millor intent fet fins al moment per aquesta colla

El 3 de 8 aixecat per sota és un castell de gamma extra. L'estructura és igual a la d'un 3 de 8 convencional, però la tècnica de construcció és ben diferent. El castell s'inicia amb els quints tocant de peus a terra i el muntatge del pom de dalt, després es van afegint pisos per sota i es van aixecant un per un, amb l'ajuda directa de tres persones per cada pilar, anomenats aixecadors, i el suport d'alguns més.
Ha estat relativament habitual la realització de castells de tres persones per pis (3 de 6, 3 de 7) aixecats per sota fins a l'alçada del 3 de 7 durant el segle xx, però el 3 de 8 per sota es considera extremadament difícil, sobretot l'aixecada del darrer bloc de set pisos, que és el que pesa més.
Mentre s'aixeca, l'enxaneta es manté quiet a l'alçada de dosos i no comença la remuntada per a fer l'aleta (la qual cosa dona per carregat el castell) fins que el castell no s'ha acabat d'aixecar sencer. Després, la descarregada es fa de manera normal (de dalt a baix) i no per sota.

## Història
El 3 de 8 aixecat per sota era un castell relativament habitual en actuacions de nivell durant la primera època d'or, al darrer terç del segle xix. Els primers intents del segle xx els varen protagonitzar la Colla Vella dels Xiquets de Valls per la diada de Santa Úrsula del 1987, valent-se de tres daus situats sobre la pinya que ajudaven en la pujada, el castell no suportà l'última aixecada. Posteriorment el 94 la mateixa colla l'intentà ja sense ajudes, com tots els posteriors, per la diada Nacional caient amb el 3 de 7. Els Castellers de Barcelona l'intentaren l'any 1995 trencant-se a l'última aixecada, mentre els Minyons de Terrassa l'any 1996 el provaren per Sant Narcís i a Vila-rodona tampoc sense aixecar-lo del tot. No fou fins al dia 7 de novembre de 1999 a Vila-rodona que la Colla Vella dels Xiquets de Valls no el tornà a descarregar, aquest cop ja sense els ajuts. Aquest castell s'havia realitzat per darrera vegada l'any 1890.
El 3 de 8 aixecat per sota es convertí durant uns anys en patrimoni exclusiu de la Colla Vella dels Xiquets de Valls, amb 5 de descarregats i 4 de carregats, l'últim dels quals es va descarregar el 10 de setembre de 2002 a Valls.
El 15 d'agost de 2016, a la diada de la Bisbal del Penedès, els Castellers de Vilafranca recuperaren aquest castell i l'aconseguiren descarregar al seu primer intent catorze anys després de l'últim assolit i nou anys després del darrer intent. Amb això, esdevingueren la segona colla que aconseguia aquest castell. La mateixa colla tornà a descarregar aquest castell aquella mateixa setmana al barri de Gràcia, a Barcelona.

## Colles

### Assolit
Actualment 2 colles castelleres han assolit el 3 de 8 aixecat per sota: la Colla Vella dels Xiquets de Valls i els Castellers de Vilafranca. Totes dues han aconseguit descarregar-lo. La taula següent mostra la data, diada i plaça en què la colla el va carregar i descarregar per primera vegada a partir del segle xx:
| Núm. | Colla                             | Carregat        | Diada                                | Plaça                                           | Descarregat     | Diada                                | Plaça                                           |
| ---- | --------------------------------- | --------------- | ------------------------------------ | ----------------------------------------------- | --------------- | ------------------------------------ | ----------------------------------------------- |
| 1    | Colla Vella dels Xiquets de Valls | 7 novembre 1999 | Fira de Vila-rodona                  | Plaça dels Arbres, Vila-rodona                  | 7 novembre 1999 | Fira de Vila-rodona                  | Plaça dels Arbres, Vila-rodona                  |
| 2    | Castellers de Vilafranca          | 15 agost 2016   | Festa Major de la Bisbal del Penedès | Carrer del Doctor Robert, la Bisbal del Penedès | 15 agost 2016   | Festa Major de la Bisbal del Penedès | Carrer del Doctor Robert, la Bisbal del Penedès |

### No assolit
Actualment hi ha 2 colles castelleres que han intentat el 3 de 8 aixecat per sota, és a dir, que l'han assajat i portat a plaça però que no l'han carregat mai. La taula següent mostra la data, diada i plaça en què les colles que l'intentaren per primera vegada:
| Núm. | Colla                   | Intent           | Diada                               | Plaça                         |
| ---- | ----------------------- | ---------------- | ----------------------------------- | ----------------------------- |
| 1    | Castellers de Barcelona | 26 novembre 1995 | XVII Diada dels Minyons de Terrassa | Raval de Montserrat, Terrassa |
| 2    | Minyons de Terrassa     | 27 octubre 1996  | Fires i Festes de Sant Narcís       | Plaça del Vi, Girona          |

## Estadística
| Resultat              |
| --------------------- |
| Descarregat (D)       |
| Carregat (C)          |
| Intent (I)            |
| Intent desmuntat (ID) |

Actualitzat el 31 de desembre de 2024

### Nombre de vegades
Fins a l'actualitat s'han fet 27 temptatives d'aquest castell, de les quals en 8 ocasions s'ha aconseguit descarregar. De la resta de vegades que s'ha provat, 4 cops s'ha carregat, 14 més ha quedat en intent i 1 altre cop el castell s'ha desmuntat abans de ser carregat sense que caigués. La colla que més vegades la portat a plaça és, amb diferència, la Colla Vella dels Xiquets de Valls.
| Núm.        | Colla                             | Resultats globals | Resultats globals | Resultats globals | Resultats globals | Total | Resultats parcials | Resultats parcials | Resultats parcials |
| Núm.        | Colla                             | D                 | C                 | I                 | ID                | Total | Assolit            | No assolit         | Caigudes           |
| ----------- | --------------------------------- | ----------------- | ----------------- | ----------------- | ----------------- | ----- | ------------------ | ------------------ | ------------------ |
| 1           | Colla Vella dels Xiquets de Valls | 5                 | 4                 | 8                 | 1                 | 18    | 9                  | 9                  | 12                 |
| 2           | Castellers de Vilafranca          | 3                 | 0                 | 1                 | 0                 | 4     | 3                  | 1                  | 1                  |
| 3           | Castellers de Barcelona           | 0                 | 0                 | 3                 | 0                 | 3     | 0                  | 3                  | 3                  |
| 4           | Minyons de Terrassa               | 0                 | 0                 | 2                 | 0                 | 2     | 0                  | 2                  | 2                  |
| Total       | Total                             | 8                 | 4                 | 14                | 1                 | 27    | 12                 | 15                 | 18                 |
| Percentatge | Percentatge                       | 29,6%             | 14,8%             | 51,8%             | 3,7%              | 100%  | 44,4%              | 55,6%              | 66,7%              |

### Poblacions
Fins a l'actualitat el 3 de 8 aixecat per sota s'ha intentat a 9 poblacions diferents. D'aquestes nou poblacions, en set s'hi ha assolit descarregar alguna vegada aquest castell, i en dues no s'ha assolit mai. La població on s'ha provat més cops el 3 de 8 aixecat per sota és, amb diferència, Valls.
| Núm.  | Població               | D | C | I  | ID | Total |
| ----- | ---------------------- | - | - | -- | -- | ----- |
| 1     | Valls                  | 2 | 0 | 7  | 1  | 10    |
| 2     | Barcelona              | 1 | 1 | 2  | 0  | 4     |
| 3     | Vila-rodona            | 1 | 1 | 1  | 0  | 3     |
| 4     | Vilafranca del Penedès | 1 | 1 | 1  | 0  | 3     |
| 5     | La Bisbal del Penedès  | 1 | 1 | 0  | 0  | 2     |
| 6     | Mataró                 | 1 | 0 | 1  | 0  | 2     |
| 7     | L'Arboç                | 1 | 0 | 0  | 0  | 1     |
| 8     | Terrassa               | 0 | 0 | 1  | 0  | 1     |
| 9     | Girona                 | 0 | 0 | 1  | 0  | 1     |
| Total | Total                  | 8 | 4 | 14 | 1  | 27    |

### Temporades
La taula següent mostra les 27 ocasions en què ha sigut intentat per les colles al llarg de les temporades, des del primer intentat el 1987 (encara que fos amb ajuts) fins al 2016, any del darrer intent realitzat fins avui.
| Núm.  | Colla                             | 1987 |  | 1994    | 1995 | 1996 |  | 1999 | 2000       | 2001   | 2002 |  | 2006 | 2007 |  | 2016 | 2017   | Total            |
| ----- | --------------------------------- | ---- |  | ------- | ---- | ---- |  | ---- | ---------- | ------ | ---- |  | ---- | ---- |  | ---- | ------ | ---------------- |
| 1     | Colla Vella dels Xiquets de Valls | 2i   |  | 2i, 1id |      |      |  | 1d   | 1d, 1c, 2i | 2d, 3c | 1 d  |  | 1i   | 1i   |  |      |        | 5d, 4c, 8i, 1id  |
| 4     | Castellers de Vilafranca          |      |  |         |      |      |  |      |            |        |      |  |      |      |  | 2d   | 1d, 1i | 3d, 1i           |
| 2     | Castellers de Barcelona           |      |  |         | 1i   | 2i   |  |      |            |        |      |  |      |      |  |      |        | 3i               |
| 3     | Minyons de Terrassa               |      |  |         |      | 2i   |  |      |            |        |      |  |      |      |  |      |        | 2i               |
| Total | Total                             | 2i   |  | 2i, 1id | 1i   | 4i   |  | 1 d  | 1d, 1c, 2i | 2d, 3c | 1 d  |  | 1i   | 1i   |  | 2d   | 1d, 1i | 8d, 4c, 14i, 1id |